# Sa Majesté Picsou Ier
Sa Majesté Picsou Ier est une histoire en bande dessinée de Keno Don Rosa. Elle met en scène Balthazar Picsou avec ses neveux Donald Duck, Riri, Fifi et Loulou, ainsi que les Rapetou. Elle se déroule principalement dans et autour du coffre-fort de Picsou, à Donaldville.

## Synopsis
Devant la demande implorante de ses employés qui lui demande de rajouter du bois dans la cheminée de chauffage, Picsou, leur fait remarquer que le bois ne pousse pas sur les arbres (!). Bon gré mal gré, il se rend à l'extérieur de son coffre afin de débiter une vieille souche d'arbre située non loin d'ici, dans l'intention non dissimulée de faire des économies de bois. Il découvre alors une vieille plaque de cuivre ainsi qu'un parchemin racontant l'histoire de la ville à l'époque de Cornélius Ecoutum. Picsou apprend dès lors que, ayant chassé les Espagnols de la colline Killmotor (celle où se trouve actuellement le coffre de Picsou) Cornélius lui a fait conserver son indépendance, indépendance toujours valable puisque l'Espagne ayant cédé ses terres aux États-Unis d'Amérique, cela n'incluait pas Killmotor puisque celle-ci n'était pas espagnole.
Se rendant compte dès lors qu'il est à la tête d'un micro-état, Picsou s'autoproclame roi et révise quelque peu la décoration de son coffre (ajout de silos à grains comme tours médiévales sur les flancs du bâtiment et pose d'armures et de draperies en provenance de son château ancestral écossais dans la salle du coffre). Mais les desseins de Picsou ne sont pas encore servis et ce dernier contacte l'inspecteur des impôts de Donaldville afin de lui annoncer que d'une part il ne payera plus l'impôt (sa colline n'appartenant pas à la ville) mais aussi et surtout pour réclamer le remboursement de 50 ans d'impôts, ce qui représente bien sûr une somme astronomique (si grande qu'il faut plusieurs pages de zéros pour la comptabiliser).
Toutefois, la réponse ne se fait pas attendre et, étant désormais un "étranger", Picsou voit une frontière installée autour de son coffre et l'eau et l'électricité coupées. De plus, voyant que la police de Donaldville ne pourrait rien faire en cas d'attaque contre le coffre (celle-ci n'étant pas habilitée à officier à l'étranger), un magnat, aidé des Rapetou, se met en tête de chasser Picsou de son propre coffre et met celui-ci à la porte. Donald, Riri, Fifi et Loulou tentent de raisonner leur oncle en lui expliquant que la destruction du parchemin trouvé dans la souche permettrait à la police d'agir, mais Picsou refuse de renoncer à ce qu'il appelle "le plus grand remboursement de l'Histoire des impôts". Mais Riri, se faisant passer pour un agent double, parvient à faire croire au douanier de Donaldville que les Rapetou sont des soldats de l'armée de Picsouland venue envahir la ville. Les Rapetou sont encerclés en quelques secondes par une dizaine de chars d'assaut et Picsou peut retourner conquérir son trône. Le combat à l'épée est rude mais Picsou finit par gagner et chasse l'usurpateur non sans lui avoir dessiné le signe "$" sur le postérieur.
À ce moment, le maire de la ville se présente et explique à Picsou, à la lueur d'une bougie (faute d'électricité) que la ville allait devoir augmenter ses impôts de 99 % pour rembourser sa dette et que la population partirait sans doute, faisant de Donaldville une ville fantôme. Alors qu'il fait état de cette situation, Picsou tenant le parchemin porte son regard sur la flamme de la bougie ; puis, dans un accès d'énervement, répétant qu'il ne veut pas renoncer à de l'argent par sentimentalisme, envoie son parchemin dans la flamme de la bougie. Celui-ci prend feu et finit en cendres. Picsou ne peut plus prouver que Picsouland est indépendant à moins qu'il ne montre la plaque de cuivre également trouvée dans la souche, mais il explique l'avoir fondue pour se forger la couronne qu'il porte sur la tête. Donaldville vivra, "mais pas grâce à toi" ne manque pas de préciser Donald.
Cependant, les dernières cases de l'histoire montrent Picsou nourrissant des oiseaux sur le bord de la fenêtre de son bureau avec comme plat... la fameuse plaque de cuivre.

## Fiche technique
- Histoire n°AR 145.
- Éditeur : Gladstone
- Titre de la première publication : His Majesty, McDuck (anglais).
- Titre en français : Sa Majesté Picsou Ier, puis Sa Majesté Balthazar Ier.
- 28 planches.
- Auteur et dessinateur : Keno Don Rosa.
- Premières publications : Uncle Scrooge no 14, mai 1989.
- Première publication en France : Picsou Magazine no 240, janvier 1992.